# 名古屋港駅 (JR貨物)
名古屋港駅（なごやみなとえき）は、愛知県名古屋市港区熱田前新田字中川東にあった日本貨物鉄道（JR貨物）の貨物駅である。東海道本線貨物支線（通称：JR貨物名古屋港線）の終点。

## 歴史
1907年（明治40年）に名古屋港が開港場の指定を受け、貨物を鉄道輸送するために港に最初に開設された貨物駅である。開業以来港における車扱貨物輸送の拠点の一つとなっていたが、コンテナの登場により車扱貨物輸送は衰退し、当駅の役割も小さくなっていった。近年は名古屋貨物ターミナル駅に駅業務のほとんどを移譲していた。
かつて駅構内は現在のガーデンふ頭一帯に広がり、東陽倉庫や現在名古屋港水族館やハーバーガーデンとなっている場所にあった倉庫群へ専用線や構内側線が続き、船舶との提携輸送を行っていた。また駅北側にある東邦理化港工場や東邦ガス港明工場（1998年（平成10年）閉鎖。現在はららぽーと名古屋みなとアクルス）への専用線もあり、貨物輸送を行っていた。
2000年（平成12年）頃までは日産化学工業の荷役線があり、化学薬品輸送タンク車が乗り入れ、タンクローリーを横付けしての荷役作業が行われていた。化学薬品はタンクローリーで駅の中川運河を挟んで対岸にある同社名古屋工場へ輸送されていた。到着する化学薬品は、速星駅発送の希硝酸、神岡鉱山前駅発送の濃硫酸などであった。
名古屋港線でプロ野球観戦者輸送用の旅客列車（名古屋駅 - ナゴヤ球場正門前駅）が運行されていた1987年（昭和62年）から1994年（平成6年）の間は、車両留置場となっていた。
また開業時からしばらく夏季に限り旅客営業を行っていたこともあったが、廃止になった。

### 年表
- 1911年（明治44年）
  - 5月1日：開業[1]。当時は貨物駅[1]。
  - 6月28日：旅客営業を開始[1]。
- 1915年（大正4年）2月24日：旅客営業を廃止[1]。
- 1928年（昭和3年）1月19日：堀川口駅への路線が開業[1]。当時は現在のガーデンふ頭の東端にあった。
- 1954年（昭和29年）1月1日：堀川口駅が移転[1]。旧駅を併合し当駅構内扱いとする。
- 1980年（昭和55年）10月1日：堀川口駅への路線が廃止[1]。
- 1987年（昭和62年）4月1日：国鉄分割民営化によりJR貨物の駅となる[1]。
- 2024年（令和6年）4月1日 ： 路線廃止に伴い廃駅[2]。

## 駅構造
当駅は、2023年度まで「臨時車扱貨物取り扱い駅」となっていた（貨物取扱駅コード：5415）。
地上駅で、近年は着発線2本と、ほとんど使用されていない側線が残っているだけであった。着発線の西側に隣接して東海旅客鉄道（JR東海）名古屋資材センターがあり、ここからレールが名古屋駅へ発送されていた。このレールを輸送するために、稲沢駅・名古屋駅との間に週3回不定期の専用貨物列車がキヤ97系気動車を貨車扱い（DE10形ディーゼル機関車またはDD200形ディーゼル機関車が気動車を牽引する）として運行されていた。極稀ではあるが、変圧器輸送の到着駅として利用されシキ800が入線することがあった。
駅構内は北側のみ残り、線路は金城ふ頭線（名古屋市道金城埠頭線）の跨線橋の下で途切れていたが、かつては跨線橋の南側、更には今の名古屋港ガーデン埠頭の敷地やその東側まで広がっていた。跡地の一部は名古屋港シートレインランド、シートレインランド駐車場、アルカンシエル名古屋、名古屋港管理組合の月極駐車場に再利用されている。

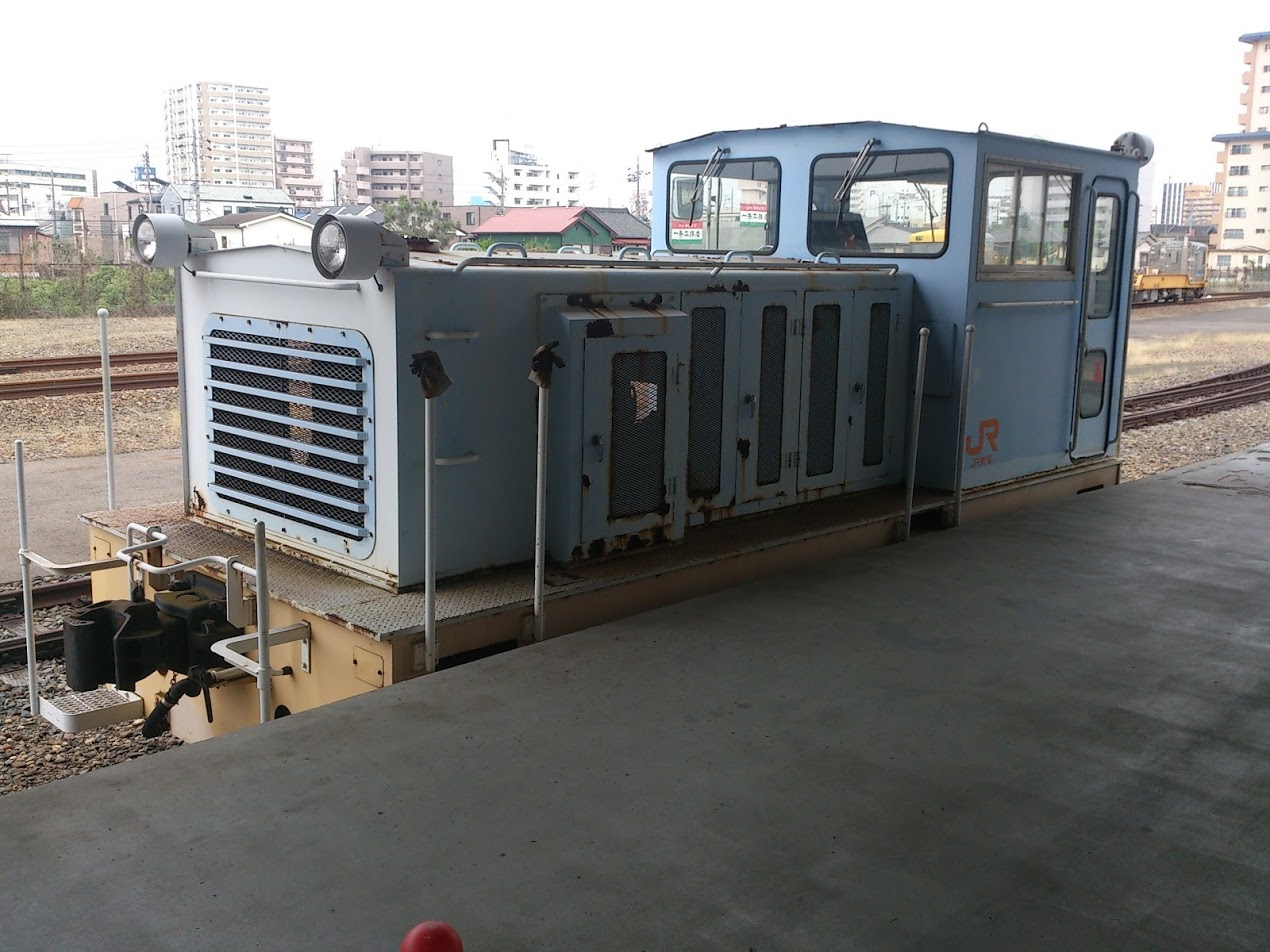
名古屋港駅のスイッチャー（2015年6月）
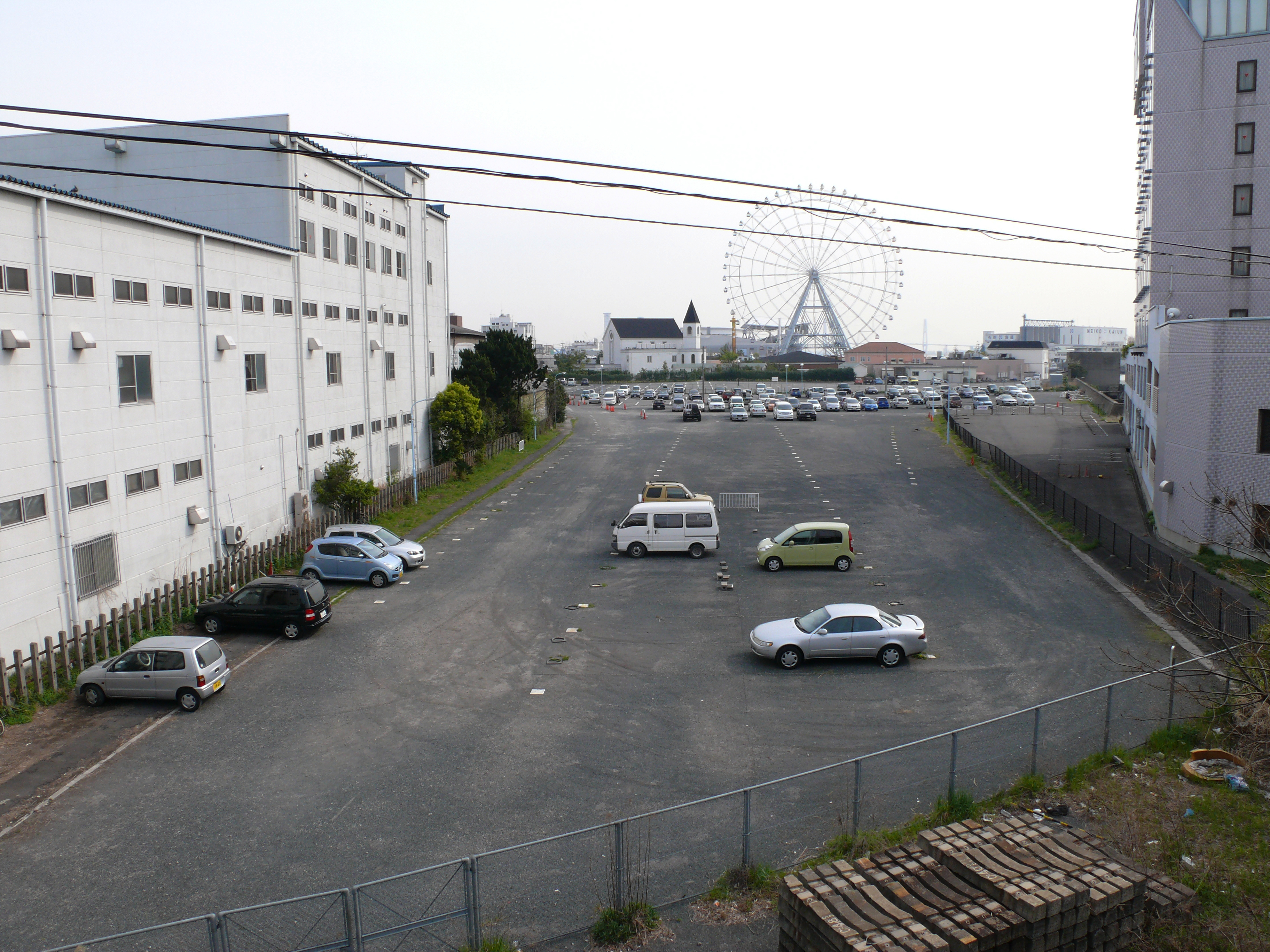
駅南側の跡地（2007年4月。駐車場となった）
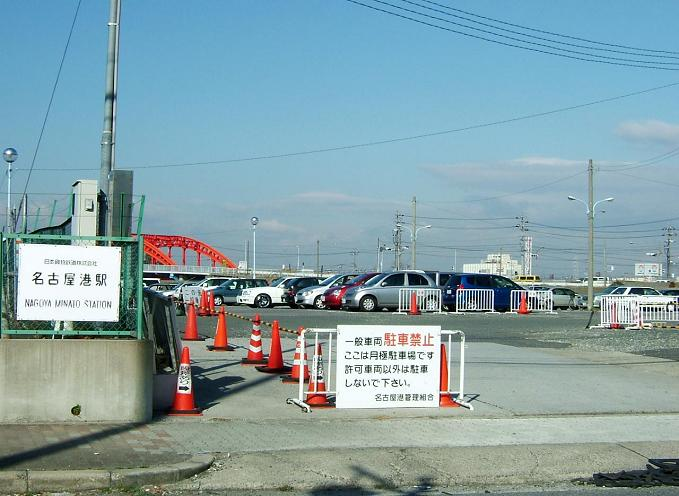
駅南側の跡地（2005年2月。看板のみ残る）

## 駅周辺
- 名古屋港シートレインランド
- 港警察署
- 中川運河
- 名古屋市交通局名港工場
- 名古屋市営地下鉄名港線築地口駅
- 名古屋市道江川線
- 金城ふ頭線（名古屋市道金城埠頭線）
- 名四国道（国道23号）
- 国道154号

## 隣の駅
日本貨物鉄道（JR貨物）
東海道貨物支線（名古屋港線）
名古屋駅 - （山王信号場） - （八幡信号場） - 名古屋港駅